# 대곡초등학교 (전남)
대곡초등학교는 대한민국 전라남도 강진군 군동면 석교로 139 (쌍덕리)에 있었던 초등학교이다.

## 연혁
- 1949년 10월 31일 군동국민학교 강남분교장 개설
- 1949년 11월 10일 대곡국민학교 개교
- 1982년 3월 1일 병설유치원 인가
- 1996년 3월 1일 대곡초등학교로 개칭
- 1997년 2월 17일 제45회 졸업식(누계 3970명)
- 1997년 3월 1일 군동초등학교로 통폐합